# Weideplas
De Weideplas is een bergingsplas voor hemelwater bij de wijk Stroom-Esch aan de Rondweg in de Overijsselse plaats Borne. Net ten zuiden van de plas stroomt de Bornse Beek.
In de Weideplas ligt een eilandje van 60 meter breed en ongeveer 48 meter lang. Hierop bevindt zich een vijver met fontein en er groeien ook bomen en struikgewas. Om de plas liggen grasvelden en loopt het Korenpad.
Het is een geschikte plek voor eenden en andere watervogels. Soms komen er ook grote Canadese ganzen.